# Przełęcz Koniakowska
Przełęcz Koniakowska (766 m) – dość szerokie i głębokie siodło w obrębie Bramy Koniakowskiej, w głównym grzbiecie Beskidu Śląskiego – i w głównym wododziale Polski, między Koczym Zamkiem na południu a Tyniokiem na północy. Stanowi ona najniższy punkt wododziału między doliną Kameszniczanki w dorzeczu Soły (a więc Wisły) na wschodzie a doliną Olzy w dorzeczu Odry na zachodzie. Zgodnie z nową regionalizacją fizycznogeograficzną Polski przełęcz stanowi granicę między dwoma mezoregionami: Beskidem Śląskim (na północy) i Międzygórzem Jabłonkowsko-Koniakowskim (na południu).
Stoki poniżej przełęczy, zwłaszcza wschodnie, są strome i pocięte dość głębokimi wąwozikami drobnych cieków wodnych, dlatego nie była ona nigdy wykorzystywana do celów komunikacyjnych. Budowany z końcem XVIII w. gościniec z Żywca do Jabłonkowa (tzw. Cysorka) poprowadzono na południe od przełęczy – tuż poza szczytem Koczego Zamku. Bezleśny rejon przełęczy pokrywają łąki i pola uprawne rozrzuconych tu przysiółków Koniakowa i Kamesznicy. Grzbietem przez przełęcz wiodą niebieskie znaki szlaku turystycznego ze Zwardonia na Baranią Górę.

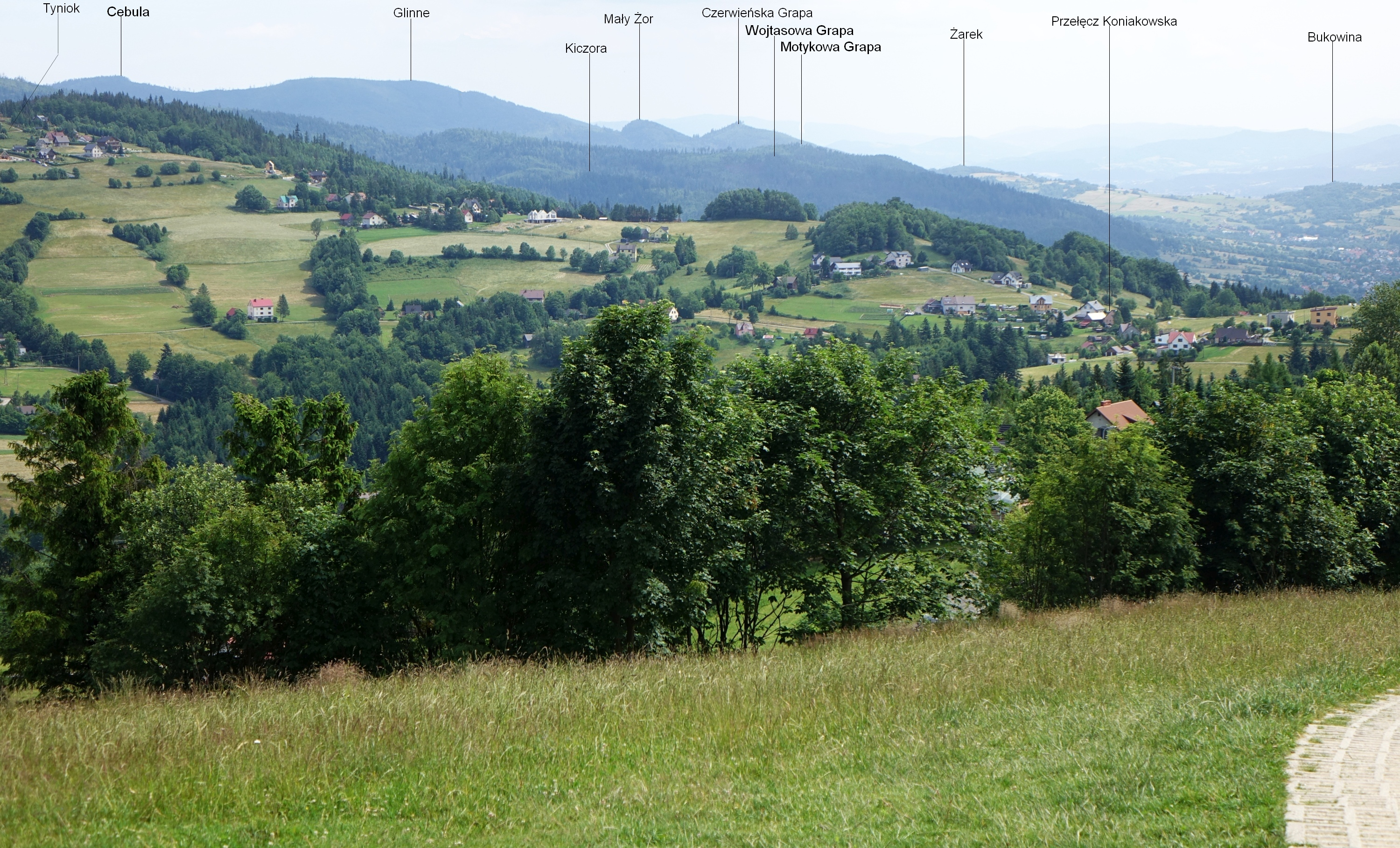
Widok z Ochodzitej

## Szlaki turystyczne
Przez Przełęcz Koniakowską biegnie niebieski szlak turystyczny:
 odcinek: Koniaków (przystanek PKS pod Koczym Zamkiem) – Tyniok – Przełęcz Koniakowska – Mała Gańczorka – Gańczorka – Karolówka – Schronisko PTTK Przysłop pod Baranią Górą. Odległość 7,3 km, suma podejść 310 m, czas przejścia 2:20 godz., z powrotem 2 godz.